# Cláudio Gurgel do Amaral
Cláudio Gurgel do Amaral (Capitania do Rio de Janeiro, 1654 - 17 de abril de 1716) foi um proprietário rural, militar, poeta, padre, político e funcionário do Brasil colônia. Foi um personagem notável da história da cidade do Rio de Janeiro, sendo conhecido por ter doado terras para a invocação de Nossa Senhora da Glória em 1699.

## Biografia

### Formação na Europa e a poesia barroca
A infância e juventude de Cláudio são desconhecidas, o que se sabe sobre ele está espalhado em vários documentos históricos coloniais, os quais o apresentam como um homem já casado e com filhos, e formado em leis. As primeiras menções relevantes que dele se tem, datam do período em que estudou na Europa. Cláudio matriculou-se em 8 de novembro de 1670 na Universidade de Coimbra, para estudar Direito Canônico. Obteve o título de bacharel em 14 de maio de 1676, colando grau em 22 de maio de 1677. Ainda estudante, publicou uma dissertação jurídica de nove páginas, defendida em 22 de março de 1675 (e publicada no mesmo ano), que trata de um contrato de dote, cujo título é "Ad Inchoanda Scholastica Certamina. Pontificii Juris Proponuntur Asseverationes", sob a orientação de André Bernardes Aires. Regressou ao Brasil após tal período de estudos na Europa.
No tempo em que esteve em Portugal, Cláudio escreveu poesias no estilo da época, o barroco. O seu legado poético está compilado no Ms. 354 da Biblioteca Geral da Universidade de Coimbra, cuja folha de rosto apresenta as seguintes inscrições "Monte de Apolo / Parnazo das Muzas / Obras Varias de Claudio Grogel do Amaral". Tal obra foi reunida por Ezope de Homero Mendes. Essa descoberta enriqueceu o panorama da literatura brasileira do século XVII, tendo em vista que aumentou o número de escritores nascidos no território do Brasil de tal estilo (barroco) com mais um poeta até então desconhecido.
A obra está dividida em três partes. A primeira delas consiste em 36 poemas, distribuídos pelas formas poemáticas mais comuns na época: dezessete sonetos, nove romances, seis poemas em décimas, três madrigais e uma endecha. A segunda parte do volume dá conta do fracasso da relação amorosa entre Lisardo e Sílvia, devido à traição da dama, que percebemos agora ser freira. A terceira e última parte do volume constitui uma espécie de resposta de Lisardo à sátira anterior. A parte final do volume é justamente ocupada com o cumprimento dessa sentença: ao longo de dezoito poemas – oito romances, oito poemas em décimas e dois sonetos –, Lisardo louva Dª. Caterina do Sacramento, voltando-se assim ao ponto de partida e encerrando a obra no mesmo registro elevado e engenhoso com que começara.

### Vida política e militar
O seu regresso para a terra natal, possibilitou que genealogistas e historiadores soubessem mais sobre a vida desse vulto histórico, já que há muitas menções dispersas na documentação colonial. Cláudio foi nomeado sucessivamente pelos governadores da Capitania do Rio de Janeiro: Pedro Gomes, Duarte Teixeira Chaves e João Furtado de Mendonça para o cargo de Procurador da Fazenda Real e da Coroa. Cláudio ingressou em tal cargo na companhia de D. Gabriel Garcez em 1º de março de 1682, permanecendo até 1º de agosto de 1683. Depois desse período, ingressou na companhia do Capitão Francisco Munhoz Corrêa, permanecendo até 30 de setembro de 1687.
O governador da Capitania do Rio de Janeiro, Sebastião de Castro Caldas nomeou Cláudio para ocupar o cargo de Provedor da Fazenda Real em 1696, e com tal nomeação Cláudio acumulava o novo oficio com os de Juiz e Contador da Alfândega. Além desses cargos, ocupou outros cargos de relevo na administração pública da capitania, como: escrivão e vereador da Câmara em 1707.
Além de ter sido um alto funcionário colonial, Cláudio também se destacou por ter sido militar. Em 1695, cinco navios franceses vieram para o Rio de Janeiro sob o comando do corsário De Gennes, sendo que apenas três ancoraram no Rio de Janeiro. O governador Sebastião Caldas, antecipando-se a eventuais desfechos trágicos, nomeou três homens principais da cidade para comandar as Companhias da Guarnição e Ordenanças, tendo sido Cláudio um deles. Durante um mês, Cláudio vigiou a tripulação de tais navios, que os estava abastecendo com mantimentos.
Por ter sido bem sucedido em tal tarefa, Cláudio foi nomeado como Cabo da Patrulha de Defesa da Praia de Santa Luzia (que na época era um dos lugares mais perigosos da cidade de São Sebastião do Rio de Janeiro). Durante o exercício de tal ofício, um dos capitães dos navios franceses aportou na cidade com a tripulação armada para libertar dois conterrâneos que estavam na cadeia. Cláudio foi um dos primeiros que se pôs a defender a cidade da audácia do inimigo estrangeiro. Apesar de não ser militar de carreira, demonstrou-se capaz para comandar batalhões e de ter elevado tino (sagacidade) nas missões militares que desempenhou.
Posteriormente, Cláudio foi nomeado em 12 de março de 1703 como Capitão do Forte de Nossa Senhora da Glória da Praia da Carioca pelo governador da Capitania do Rio de Janeiro, D. Álvaro da Silveira e Albuquerque. Desde 1567, já existia nos arredores de suas terras, uma simples fortificação em ruínas feita de barro, o Forte Uruçumirim, que foi palco do combate entre portugueses e franceses. Devido à nova patente militar, Cláudio sentiu-se impelido a defender a cidade e, por causa de tal motivação, construiu com seus próprios recursos em suas terras, o Forte de Nossa Senhora da Glória da Praia da Carioca, feito de pedra e cal (não mais existente) no sopé do Morro da Glória.

### Religião
Cláudio também foi um católico fervoroso. Ingressou na Irmandade da Misericórdia em 30 de março de 1683, tendo sido escrivão, provedor e mordomo dos presos de tal ordem em anos consecutivos, 1703 a 1705. Foi também Ministro da Ordem Terceira de São Francisco da Penitência em 1701 e 1703.
A sua maior demonstração de fé foi quando doou em 20 de junho de 1699 à Irmandade erigida sob a invocação de Nossa Senhora da Glória, no outeiro (morro) denominado Glória, em terras de sua propriedade que abrangiam o referido morro. No ponto mais alto do outeiro, deveria ser levantado o que viria a ser a Igreja de Nossa Senhora da Glória do Outeiro, com a condição de dar sepultura vitalícia a ele (doador) e aos seus descendentes, e não sendo edificada a ermida, a doação seria revogada. Após a doação, a igreja foi melhorada no decorrer dos anos, tendo a pedra fundamental sido lançada em 1714. Cláudio fez a doação por ter ficado comovido com a pequena e frágil capela feita de barro dedicada à santa, que originalmente estava situada dentro de um bosque em suas terras (foi construída em 1671 por Antônio Caminha), o local originalmente era conhecido como Ponta da Carioca.
Cláudio vendeu em 2 de abril de 1715, um engenho para arrecadar fundos para a Santa Casa da Misericórdia do Rio de Janeiro, com a condição de que tal entidade, realizasse anualmente duas capelas (missas) pelas almas dos seus sogros.
Deve se destacar ainda, que foi por sua intervenção (mediante seu dinheiro e a autorização da Câmara Municipal do Rio de Janeiro) que ocorreu a ampliação da Igreja da Santa Casa da Misericórdia, que originalmente possuía um beco sem saída no lado direito. Outra demonstração de fé, foi quando se tornou padre após enviuvar em idade bem avançada.

### Polêmicas
Em 1687, Cláudio e seus dois primos, os capitães Bento do Amaral da Silva e Francisco Nunes do Amaral (que também assinava como Francisco Gurgel do Amaral, irmão de Bento) foram acusados pela morte de Pedro de Souza Pereira (que ás vezes assinava como Pedro de Souza Correia), conforme consta numa carta do ouvidor-geral Thomé de Almeida e Oliveira enviada para o Rei D. Pedro II de Portugal.
Em 1693, o Governador-Geral do Brasil, Antônio Luís Gonçalves da Câmara Coutinho escreveu uma carta para o Rei D. Pedro II de Portugal, pedindo detalhes sobre o andamento do processo a respeito do assassinato de Pedro de Souza Pereira. Em resposta recebeu a sentença pelo tribunal baiano que declarava Bento do Amaral da Silva, João Velho Barreto, João Batista do Amaral, Antônio Coutinho Figueira, João de Campos Matos, Francisco Correia Leitão e Cláudio Gurgel do Amaral culpados. E por esse motivo, os culpados foram revogar a sua sentença na Casa da Suplicação de Lisboa (alegaram que foram prejudicados por terem sido julgados por dois inimigos da família, os desembargadores João de Sousa e Belchior da Cunha Brochado). Apesar da acusação, foram declarados inocentes desse incidente.
O Padre Cláudio se tornou Vigário-Geral da Vila Rica de Ouro Preto em 1711 pela intervenção do bispo D. Francisco de São Jerônimo. Tal cargo não durou muito por dois motivos: o envio de novos religiosos estava suspenso pela Coroa Portuguesa para as Minas Gerais; E, o Padre Cláudio havia entrado em atrito com os moradores em 1712, que passaram a se queixar para o Governador da Capitania de São Paulo e Minas do Ouro, Antônio de Albuquerque Coelho de Carvalho, que exigiu que o bispo D. Francisco de São Jerônimo o afastasse do cargo pela ordem do Rei D. João V de Portugal, devido ao histórico de Cláudio no Rio de Janeiro. Ele (Cláudio) esteve envolvido direta ou indiretamente em vários episódios que resultaram em mortes no Rio de Janeiro. Se o bispo se recusasse a afastá-lo do cargo, o governador iria prender o Padre Cláudio, para em seguida o deportar para a África.
No Domingo de Ramos de 1716, o alferes José Gurgel do Amaral, filho do Padre Cláudio acompanhado de vinte ou trinta capangas brancos, negros e escravos, invadiu a igreja de Campo Grande para duelar com João Manoel de Melo, que dias antes havia tido uma violenta discussão com o filho de Cláudio. A sangrento luta entre José e João, terminou com este último banhado em sangue. A esposa da vítima levou o cadáver do marido para os pés do governador da Capitania do Rio de Janeiro, Francisco Xavier de Távora, que declarou réus de morte, José Gurgel do Amaral e José Pacheco. José do Amaral fugiu para as Minas Gerais para se livrar da sentença (buscou proteção sob o teto do seu potentado parente, o Coronel Francisco Gurgel do Amaral). Sua fuga custou a vida do Padre Cláudio.

### Perseguição e morte
Apesar de ter sido mui religioso, o provável motivo de Cláudio ter se tornado padre foi para fugir da justiça secular, pois era perseguido politicamente pelo Governador Francisco de Távora. Após ter enviuvado, Cláudio foi ordenado pelo bispo D. José Barros de Alarcão para se tornar clérigo do hábito de São Pedro.
O Governador Francisco de Távora declarou réus de morte, José (filho de Cláudio) e os demais envolvidos no assassinato de João Manoel (partidário político desse governante). Durante as buscas, vasculharam a propriedade de Cláudio (que nada sabia do acontecido, pois havia retornado de uma viagem de negócios das Minas Gerais). Por não saber do paradeiro de seu filho, Cláudio foi barbaramente espancado e levou um tiro.
Cláudio morreu três dias depois (17 de abril de 1716) na Santa Casa da Misericórdia do Rio de Janeiro, instituição da qual fora provedor, por não ter resistido aos ferimentos que sofreu na sua chácara. Sob o mosaico central da Igreja de Nossa Senhora da Glória do Outeiro descansa Cláudio.

### Propriedades
Cláudio era riquíssimo, por esse motivo exerceu todos esses cargos sem receber nenhuma remuneração, em compensação possuía várias regalias e privilégios. Foi proprietário de enormes glebas no Rio de Janeiro: no antigo Morro do Desterro (mais conhecido como Morro do Castelo), no Morro de Santa Teresa, no Outeiro da Glória e adjacências, em Campos do Irajá, em Mata Porcos (Riachuelo), e em Campo Grande. Além de tais terras, possuía inúmeras chácaras, casas de negócios e residência, fazendas com numerosos escravos e índios mansos que cuidavam da agricultura e da criação de animais.
A propriedade mais famosa de Cláudio foi a Chácara do Oriente, que se estendia pela planície, que ocupava a extensão do largo da Glória. Tal chácara estava situada no começo da antiga Rua do Catete e da Rua da Glória. Nela foi realizado o seu casamento; nela ficou gravemente ferido após um atentado, perdendo a vida pouco tempo depois. Após o trágico fim do padre Cláudio, a chácara foi vendida em 04 de dezembro de 1717 pelas filhas dele (Teresa e Maria), para Antônio Moreira da Cruz por 5.000 cruzados. Posteriormente, as terras foram subdividas no século XVIII por exigência dos governantes da época, por causa do adensamento da população carioca. Foi uma das últimas chácaras a ser vendida na região da Glória e Lapa. Mesmo tendo falecido há vários anos, a propriedade ainda era conhecida como "Chácara do Dr. Cláudio Gurgel", apesar de já não fazer mais parte do espólio dos Amaral Gurgel.
Em 27 de abril de 1736, as filhas e netas de Cláudio receberam a mercê de tenças vitalícias do Rei D. João V de Portugal, por causa da morte cruel do Padre Cláudio e pelos serviços que ele prestara em vida para a monarquia.

## Genealogia

### Ascendência
Cláudio era filho da brasileira Ângela do Amaral Gurgel (1616 - 1695) e do português Capitão João Batista Jordão (1605 - 1689). Neto paterno dos portugueses Antônio Nunes da Silva (1578 - ?) e Maria Jordão (1588 - ?), e, neto materno de Toussaint Gurgel (1576 - 1631) casado com com a brasileira Domingas de Arão Amaral (1586 - 1654), filha dos portugueses Antônio Diogo do Amaral (1550 - ?) e Michaella de Jesus Arão. O Comandante Toussaint foi preso em 1595 pelo Coronel João Pereira de Sousa Botafogo em Cabo Frio. Apesar de ter sido um corsário francês, Toussaint foi autorizado pelo Governador da Capitania do Rio de Janeiro, Salvador Correia de Sá a fixar residência no Brasil. Toussaint era filho de pai alemão (Baviera) e de mãe francesa (Alsácia).
Cláudio era irmão de:
- José do Amaral (1640 -?);[29]
- Maria do Amaral (1641 - ?), casada em 1655 com o Tenente João Dias da Costa, filho de Francisco Dias Frade e Teodósia da Costa;[29]
- João Batista do Amaral (1643 - 1729), que se casou em 1673 com Mônica de Oliveira;[6][29]
- Manuel do Amaral (1646 - ?);[29]
- Isabel do Amaral (1650 - ?), casada em 1665 com o português João de Campos Matos (1642 - ?), filho dos portugueses Manuel de Matos Rodrigues e Maria Rodrigues;[29]
- Ângela do Amaral (1651 - ?), casada em 1674 com o português Francisco Correia Leitão (1644 - ?), filho dos portugueses Braz Correia Leitão e Maria de Matos.[29]

Cláudio do Amaral conseguiu o brasão de armas em 07 de abril de 1705, por alegar não descender de judeus, mouros, mulatos ou qualquer outra "nação infecta", e, que a sua mãe descendia da família Amaral, cristãos velhos do Reino de Portugal. Sua declaração facilitou a obtenção do brasão em momento futuros para os seus parentes. Tal brasão foi concedido pelo Rei D. Pedro II de Portugal, e tal concessão era incomum na América portuguesa do período colonial. E em 22 de outubro de 1707 apresentou uma petição de genere et moribus para demonstrar a sua pureza.

### Descendência
Do casamento em 1684 com Ana Barbosa da Silva (1644 - 1695), filha de Tomé da Silva e Antônia de Oliveira, teve:
- Manuel do Amaral (1685 - ?), faleceu criança;[6][29]
- Alferes José Félix Gurgel do Amaral (1688 - 1722);[6][29]
- Teresa Perpétua Barbosa Gurgel do Amaral (1691 - ?);[29]
- Maria Gurgel do Amaral (1694 - ?),[29] casada com Davi Lopes de Barros. Os historiadores e genealogistas consideram Maria, a matriarca do ramo nordestino dessa família, e acreditam que fugiu para a região motivada pelas perseguições políticas que resultaram na execução do irmão e no assassinato do pai. A família de Maria ficou sob a proteção do Governador da Capitania do Rio Grande do Norte, Bernardo Vieira de Melo, devido ao filho de Maria ter se casado com uma integrante da família Bezerra (da qual tal governante também descendia).[8][37] Dentre os netos de Maria, se sobressai o Capitão José Gurgel do Amaral.[6] Dela descendem várias personalidades brasileiras, dentre as quais se destacam: o ex-presidente do Brasil, Humberto de Alencar Castelo Branco, dois ex-governadores do estado do Rio Grande do Norte, Francisco Gurgel de Oliveira e Walfredo Dantas Gurgel, dois ex-governadores do estado do Pernambuco, Alexandre José Barbosa Lima e Alexandre José Barbosa Lima Sobrinho, e a Baronesa do Assú, Maria das Mercês Gurgel de Oliveira;[8]
- Francisco do Amaral;[1][6]